# Левицький Микола Феодосійович
Микола Левицький (1819–1885) — педагог і перекладач в Російській імперії; учитель Київської 4-ї гімназії; автор низки підручників і посібників.

## Життєпис
Микола Левицький народився 27 травня 1819 в Чернігівській губернії. Походив із незаможної сім'ї. Після смерті батька, з допомогою небайдужих людей дванадцятирічний Левицький вступив спочатку в Києво-Подільське духовне училище, а потім у Київську духовну семінарію і навчався за державний рахунок. Сирітство і злидні розвинули в юнакові любов до праці і науки, наполегливість у заняттях. Закінчивши в 1841 семінарію і не відчуваючи покликання до духовного сану, він вступив в Імператорський університет Святого Володимира спочатку на медичний, а потім на юридичний факультет .
Проте досить швидко через складне матеріальне становище матері і сестри Левицький був змушений відмовитися від вищої освіти і поступити на службу в канцелярію, а згодом стати вчителем одного з парафіяльних училищ міста Городні, Чернігівської губернії.
Левицький із великим захопленням приступає до занять, а у вільний час готує до друку три праці: 1) «Життя і перенесення мощей святителя Филипа, митрополита Московського і всієї Росії»; 2) «Думки про християнство і доказ його істинності» (твір Дроза, переклад з французької мови) і 3) «Коротке тлумачення Христової заповіді про блаженство». Праці, представлені дирекції для подання до цензурного комітету, не здобули схвалення (внаслідок особливої суворості цензурних правил), але отримали позитивну оцінку директора народних училищ. Однак перша невдача не відбила бажання молодого вчителя до подальших літературних спроб, хоча вже в іншій галузі. У чернетках Левицького, серед великої кількості виписок із прочитаних книг, було знайдено переклад із французької мови повісті «Талісман». Рукопис отримав дозвіл на друк, даний київським цензором і професором університету А. А. Федотовим-Чеховським. Проте твір не був надрукований у зв'язку з відсутністю видавця .
Незабаром Миколу Левицького перевели на посаду доглядача єврейського училища у Білій Церкві. Матеріальне становище покращилось, проте він прагнув потрапити до Києва, де коло освічених та інтелігентих людей було значно ширшим. Вже скоро це бажання здійснилося: він був призначений учителем в Либідське парафіяльне училище Києва.
Переїхавши у Київ відвідує лекції університету, щоб закінчити навчальний заклад. Здобуває нові знання, знайомиться із найкращими творами європейських і російських педагогів і вирішує виступити з науковими статтями педагогічного змісту, які колись привернули увагу освітян. Час для цього був сприятливий. Після Селянської реформи в Російській імперії (1861) активно розвивалась народна освіта і була нагальна потреба у посібниках з методики викладання. Праці Левицького (див. нижче розділ «Бібліографія») отримали високу оцінку компетентних осіб. А редактор-видавець «Народної школи» звернувся до нього з проханням взяти участь у цьому журналі. Левицький часто розміщував статті також у газеті «Киевлянин».
З початком роботи у Київській прогімназії він практично припинив науково-педагогічну діяльність, оскільки весь час займали турботи про матеріальне забезпечення сім'ї і виховання власних дітей .
Микола  Левицький помер 2 лютого 1885 року.

### Вибрані праці М. Левицького
Статті Левицького містилися в «Циркулярі Київського навчального округу» і хронологічно йдуть у такому порядку:
- «Протоколы и статьи, касавшиеся собственно педагогических совещаний» (1867 г., № 3);
- «Заметки и соображения по вопросу об общеобразовательном характере приходского училища» (№ 8, 9);
- «План обучения русскому языку в городском приходском училище, с объяснительной запиской к нему» (№ 12);
- «О „Родном Слове“ Ушинского, как лучшем учебнике для приходского училища»;
- «О методическом развитии детей в деле обучения их»;
- «О преподавании географии в приходском училище» (1868 г., № 1);
- «О наглядном обучении» (№ 8, 9);
- «Программа по русскому языку с церковнославянским и арифметике для сельских школ» (1869 г., № 8)
- «Очерк курса грамотности» (Киев, 1874 г.).